# Laguna Blanca (comuna)

Laguna Blanca, é uma comuna do Chile, localizada na Província de Magallanes, Região de Magalhães e Antártica. A capital da comuna é Villa Tehuelches, na rodovia entre Punta Arenas e Puerto Natales
Com uma população escassa, segundo o censo de 2002 com 663 habitantes (563 homens e 100 mulheres), não chega a constituir-se um povoado que se considere de população urbana, portanto toda sua população é considerada rural, apesar de contar com comodidades muito superiores ao que no Chile se entende por agrupação rural, como por exemplo, sinal de internet.
A comuna limita-se: a leste com San Gregorio; a norte com a República da Argentina; a sul com Punta Arenas; a sudoeste com Río Verde; a oeste com Natales.